# 痣

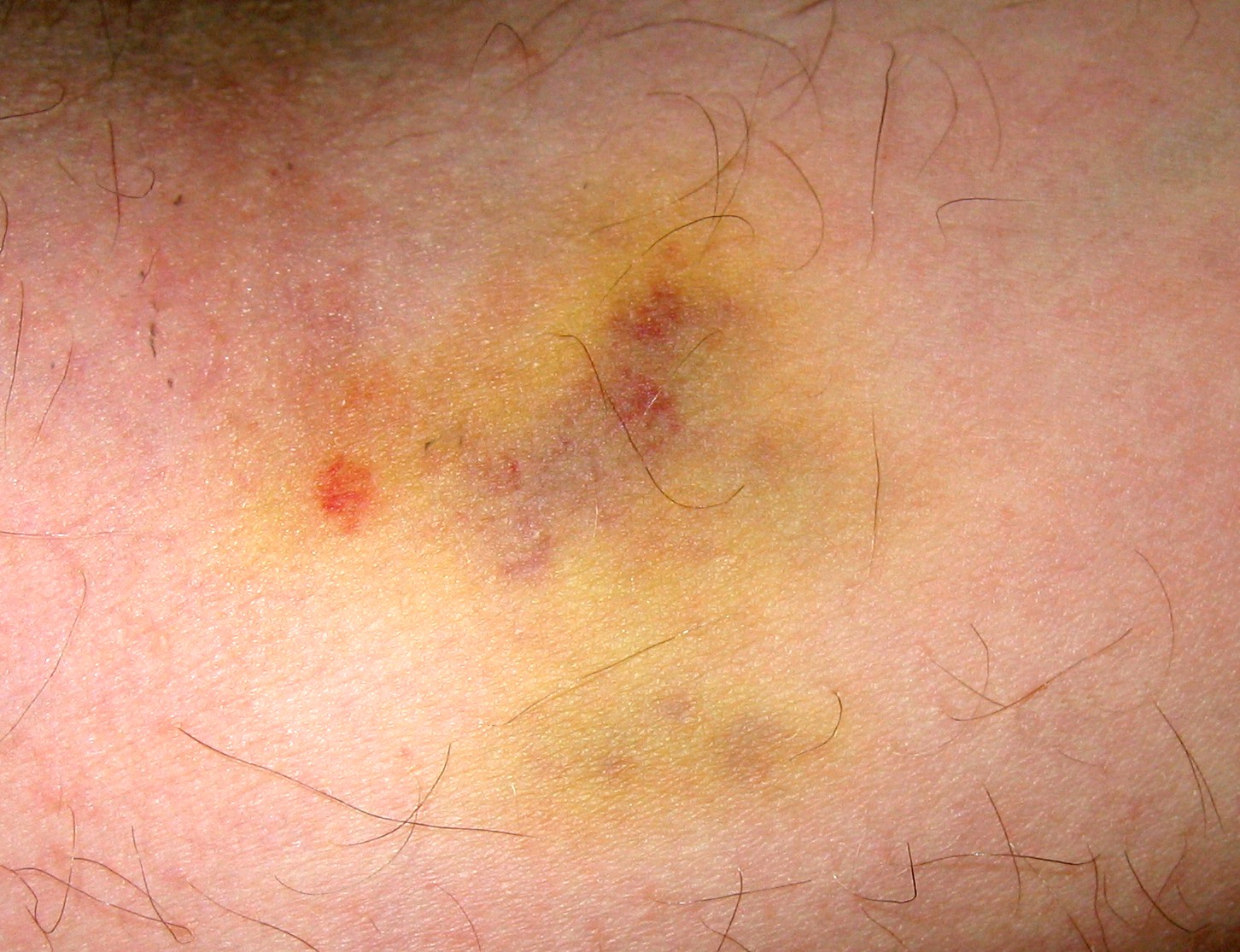
痣の一種

痣（あざ、英語: bruise）は、皮膚に現れる赤や青などの変色のこと。
皮膚の色素細胞の異常増殖や、皮膚の内出血によって、皮膚が赤紫色などに変色する。
外傷によりできた後天性（紫斑）の痣の場合は放置していけば自然と元の色に戻っていくが、先天性（母斑）の場合は元々の色素異常が原因であるのでずっとそのままである。

## 反応
内出血に伴う赤血球、筋肉などの破壊により遊離のヘムが生成される。
遊離ヘムは脂溶性の鉄であることから、活性酸素生成を促進して細胞傷害を悪化させる。例えば、ヘムを含むミオグロビンは、筋挫滅や強い圧迫を受けた筋肉が開放されるとカリウム、乳酸などと大量に流れ出し、クラッシュ症候群を引き起こし、急性腎不全を引き起こす。ミオグロビンやヘモグロビンのヘム色素は急性尿細管壊死を引き起こし腎不全の原因となる。
ヘム分解は、DNAや脂質を損傷させる有害な酸化ストレスを速やかに解消するための反応で、種の保存のために進化の過程で獲得されたものと考えられる。つまり、細胞が遊離したヘムにより発生したフリーラジカルにさらされるとヘムを分解代謝するヘムオキシゲナーゼ1が極めて速やかに導入されることとなる（下図参照）。その理由は、細胞は遊離ヘムによる酸化ストレスを迅速に解消するために、ヘムを分解する能力を指数的に増加させなければならないからである。これは、遊離ヘムによる悪影響を迅速に回避するための細胞の自衛反応であろう。
ヘムオキシゲナーゼは、赤血球に含まれるヘモグロビンの構成物質であるヘム環のα-メチレン架橋で切断・開環してビリベルジンを生成する。ビリベルジンは、引き続きビリベルジンレダクターゼによりビリルビンに変換される。
反応は、次のとおりである。
ヘム + NADPH + H+ + 3 O2 →  ビリベルジン + Fe2+ + CO + NADP+ + H2O

ヘム
ビリベルジン
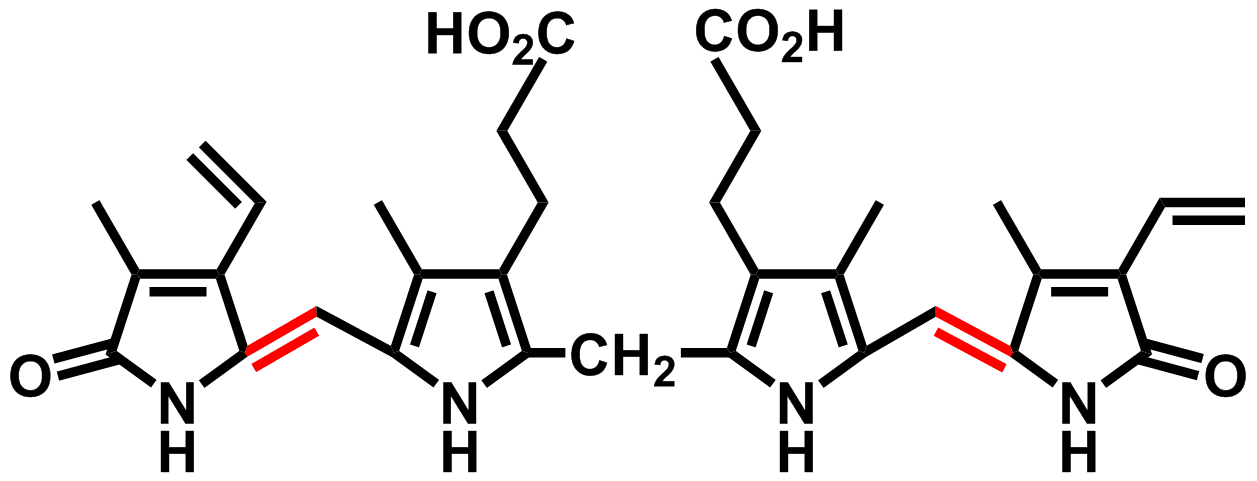
ビリルビン

この反応は、事実上すべての細胞で起こり得る。この典型的な例が痣の形成である。内出血による痣は癒えるにしたがって、赤色のヘム、緑色のビリベルジン、黄色のビリルビンへと変化していく。